# マレイ・サザーランド
マレイ・サザーランド（Murray Sutherland、1954年4月10日 - ）は、イギリスの男性プロボクサー。スコットランドエディンバラ出身。元IBF世界スーパーミドル級王者。

## 来歴
1977年8月17日、カナダでプロデビューを果たすが6回判定負けで白星でデビューを飾れなかった。
1979年11月9日、カール・ズーヘインと対戦し2回TKO勝ち。
1980年5月4日、後のライトヘビー級統一世界王者マイケル・スピンクスと対戦し10回0-3の判定負け。
1980年10月25日、USBA全米ライトヘビー級王者パブロ・パウル・ラモスと対戦し12回判定勝ちで王座獲得に成功した。
1981年4月25日、アトランティックシティのリゾーツ・インタナショナルでWBC世界ライトヘビー級王者マシュー・サード・ムハマドと対戦するが、9回1分16秒逆転KO負けで王座獲得に失敗した。
1981年7月19日、ジェームス・ウィリアムスと対戦し12回判定勝ちでUSBA王座の初防衛に成功した。
1982年4月11日、プレイボーイ・ホテル・アンド・カジノでWBA世界ライトヘビー級王者マイケル・スピンクスと対戦。スピンクスを苦しめる場面を作ったが8回1分24秒TKO負けでまたしても王座獲得に失敗した。
1982年6月12日、シーザース・パレスでエディー・デービスと対戦するが6回に3度ダウンを奪われて試合終了。6回2分50秒TKO負けでUSBA王座の2度目の防衛に失敗し王座から陥落した。
1982年12月10日、後のWBC世界ライトヘビー級王者J・B・ウィリアムソンと対戦するが10回0-2の判定負け。
1983年7月10日、後の世界3階級制覇王者トーマス・ハーンズと対戦し10回0-3の判定負け。
1984年3月28日、初代IBF世界スーパーミドル級王座決定戦でエーニー・シングレタリーと対戦し15回3-0の判定勝ちで王座獲得に成功した。
1984年7月22日、ソウルで朴鐘八と対戦するが11回TKO負けで初防衛に失敗し王座から陥落した。
1984年12月8日、フェニックスのベテランズ・メモリアル・コロシアムでUSBA全米スーパーミドル級王者ウィルフォード・スシピオンと対戦し最終12回30秒TKO勝ちでUSBA王座2階級制覇を達成した。
1985年3月1日、ロベルト・ペウと対戦し2回2分28秒TKO勝ちで初防衛に成功した。
1985年7月26日、後の世界2階級制覇王者ボビー・チェズと対戦し10回0-3の判定負け。
1986年2月25日、後のIBF世界スーパーミドル級王者リンデル・ホームズと対戦するが3回2分40秒TKO負けでUSBA王座の2度目の防衛に失敗し王座から陥落した試合を最後に現役を引退した。

## 獲得タイトル
- USBA全米ライトヘビー級王座
- IBF世界スーパーミドル級王座（防衛0）
- USBA全米スーパーミドル級王座